# Estación Centro
Centro es una antigua estación ubicada en la comuna chilena  de Lumaco la Región de la Araucanía, que fue parte del subramal Saboya - Capitán Pastene
- Datos: Q5760991